# Martin Ferguson
Martin Murphy Ferguson (Glasgow, 1942. december 21. –) skót labdarúgócsatár, edző. Bátyja a Manchester United korábbi legendás vezetőedzője, Alex Ferguson. Pályafutását a Kirkintilloch Rob Roy-nál kezdte, majd 1962-ben a Partick Thistle-hez került. 1968 és 1997 között edző volt a Hiberniannél.